# Colletes glaber
Colletes glaber là một loài Hymenoptera trong họ Colletidae. Loài này được Warncke mô tả khoa học năm 1978.